# Мелетий IV Константинополски
Мелетий (на гръцки: Μελέτιος е гръцки духовник, китийски митрополит на Кипърската църква в 1910 – 1918 година, атински митрополит (под името Мелетий III) в 1918 – 1920 година, вселенски патриарх в Цариград (под името Мелетий IV) в 1921 – 1923 година, и александрийски патриарх (под името Мелетий II) в 1926 – 1935 година. Мелетий е една от противоречивите фигури на православието през XX век. Остава в църковната история като човекът въвел новоюлианския календар във Вселенската патриаршия и както и като единственият човек в историята на православната църква, който последователно оглавява три различни поместни автокефални църкви.

## Биография
Роден е със светското име Емануил Николау Метаксакис (Εμμανουήλ Μεταξάκης) на 21 септември 1871 година в село Парас на Крит. През 1889 г. постъпва в Семинарията на Светия кръст в Йерусалим, където учи до временното ѝ закриване през 1891 г. През 1891 г. игумена на манастира Витлеем и архиепископ Табор Спиридонски (бъдещ патриарх на Антиохия) го ръкоположен за йеродеякон с името Мелетий. След възобновяването на семинарията той продължава обучението си там. През 1900 г. завършва семинарията с отличие и е назначен за секретар на Светия синод на Йерусалимската патриаршия от Йерусалимския патриарх Дамян. През 1908 г. патриарх Дамян прогонва Мелетий, заедно с архимандрит Златостом (Пападопулос), бъдещ архиепископ на Атина, от Светогробското братство за „дейности срещу Светия гроб“.
Според историка Александър Зервудакис, офицер на британското министерство на отбраната (1944 – 1950 г.), през 1909 г. архимандрит Мелетий посетил Кипър, окупиран от британците и тук заедно с други двама православни духовници се присъединили към редиците на английската масонска ложа.
През 1910 г. е избран за Китийски митрополит (Кипърска православна църква). След смъртта на 13 ноември 1912 г. Константинополският патриарх Йоахим III той представя кандидатурата си за престола на Константинопол, но кандидатурата му е отхвърлена. През 1916 г. се премества в Гърция, където с подкрепата на Елефтериос Венизелос, който е начело на гръцкото правителство, е избран през 1918 г. за архиепископ на Атина.

## Патриарх на Константинопол (1921 – 1923)
На 25 ноември 1921 г. е избран за Константинополския патриарх, който пост от 1918 г е овакантен без никой да заема тази длъжност. По това време Истанбул е окупиран от сили на Антантата. Макар първоначално мнозинството членове на Синода да предпочитат за този пост митрополит Герман (Каравангелис), за избирането на Мелетий натежава дарение от 100 000 долара, което той прави за нуждите на патриархата, както и явната политическа подкрепа, която има той от страна на гръцкия премиер Елефтериос Венизелос и гръцкото правителство. Митрополит Герман сам оттегля кандидатурата си, за да не навреди на „гръцките национални интереси“. През този период гръцките войски са във възход, окупирали фактически цяла Източна Тракия, почти цялото западно крайбрежие на Мала Азия и навлизащи дори дълбоко в турска територия в посока Анкара.
Един от първите му актове на 1 март 1922 г. е премахването на томос на патриарх Йоаким III от 1908 г., който връща гръцките енории в Америка под юрисдикцията на Вселенската патриаршията (през периода 1908 – 1923 те са на подчинение на Гръцката православна църква). Същият месец публикува томос за правото на Константинопол на „пряк надзор и управление на всички православни енории без изключение, разположени извън границите на местните православни църкви в Европа, Америка и други места“. С този си акт желае да покаже, че всяка прваославна църква, която не принадлежи към дадена автокефална поместна църква, всъщност преминава под властта на Вселенската патриаршия.
Патриарх Мелетий IV се намесва в църковните дела в Полша, потвърждавайки избора на епископ Дионисий (Валедински) за Варшавски митрополит.
През юли 1923 г. откъсва бившата Ревелска епархия от РПЦ и я обявява Православната църква в Естония под името „Естонска православна митрополия“. По същият начин постъпва и с Финландската православна църква, като я прехвърля под своята юрисдикция.
От 10 май до 8 юни 1923 г. по негова инициатива и под негово председателство в Константинопол се провежда православен конгрес. Макар и наречен „всеправославен“, на него не присъства нито един представител от Йерусалимска, Антиохийска или Александрийска патриаршии. Няма представител на Българската екзархия, поради причината, че тогава тя е в схизма с Вселенската патриаршия. От страна на останалите поместни църкви присъстват един кипърски, един сръбски и един гръцки митрополит, представител на румънската църква, както и две светски лица – гръцки преподавател и сръбския професор Милутин Миланкович – създателят на Новоюлианския календар.
Най-важната реформа е въвеждането на новоюлианския календар за Вселенската патриаршия. С това се премахва натрупаната до този момент разлика от 13 дни, така Рождество Христово вече в Константинопол започва да се чества на 25 декември, вместо 7 януари. Промяната засяга всички неподвижни празници. Подвижните продължават да се изчисляват по стария юлиански календар. Новоюлианският календар е приет още от Кипърската православна църква, Гръцката православна църква и Румънската православна църква.
На една от сесиите на православния конгрес патриарх Мелетий IV представя като гост бившият оксфордски епископ Чарлз Гор. Освен разговор относно календарния въпрос, патриарх Мелетий обсъжда и съвместното отбелязване на празници, движението за единство, условията за това единство и др. Чарлз Гор предава на патриарха и два документа, единият от които подписан от 5000 английски свещеници, които заявяват, че не виждат пречки за единство, а вторият съдържа предложения за условията на единството. По време и след тази среща нищо не е решено или подписвано, всичко остава в сферата на благопожеланията. Тези разговори обаче са достатъчен повод патриарх Милетий от някои да бъде обявен за икуменист и предател спрямо православната вяра.
Други въпроси които се повдигат на този конгрес са допускане на православни свещеници да се женят след посвещаването им в сан (те могат да се женят, но само преди да са станали свещеници), за втори брак ако са овдовели (сега такъв не се допуска), за това да може епископи да сключват брак и пр. Всички въпроси са обсъждани, никой не е приет, а се предлага да се свика друг всеправославен събор, на който да участват всички православни патриарси.
Месец след конгреса на конференция в Лозана се сключва мирният договор между Гърция и Турция, с което се слага край на гръцко-турската война продължила три години и завършила катастрофално не само за гръцката армия, но и за цялото гръцко население в Мала Азия, което е подложено на геноцид и изселване. Това прави пребиваването на патриарх Мелетий в Истанбул нежелателно, понеже той е известен като поддръжник на панелинизма и близък приятел на Елефтериос Венизелос. Патриарх Мелетий в действителност е напуснал града още на 1 юли, по здравословни причини, официално доброволно се отказва от поста си на 23 септември, на негово място е избран патриарх Григорий VII, по чието време вече официално за Вселенската патриаршия влиза в сила новоюлианския календар.

## Патриарх на Александрия (1926 – 1935 г.)
На 20 май 1926 г. Мелетий е избран за Александрийски патриарх под името Мелетий II, на този пост остава до смъртта си през 1935 г. Едно от първите неща, които прави е въвеждането на новоюлианския календар в Александрийската патриаршия. За разлика от Константинопол, на поста си в Александрия, Мелетий се отдава на бурна дейност. Засилва юрисдикцията на патриаршията на целия континент, благодарение на което добавя в титлата си „Патриарх на Александрия и цяла Африка“. Обикаля континента и създава нови епархии в Йоханесбург (дн. ЮАР) през 1928 г., Бенгази (дн. Либия) и Тунис през 1931 г., в Судан и Етиопия. За да подготви духовенството, той основава Богословската школа „Свети Атанасий“ през 1928 г., преобразувана през 1934 г. във висша духовна и педагогическа семинария. По време на неговото първенство се извършва активно строителство на нови храмове и благотворителни институции.
През 1930 г. като ръководител на църковната делегация Мелетий II участва в Ламбетската конференция, където провежда преговори за единство между англиканците и православните. Той също участва в междуправославната комисия Ватопеди същата година относно предстоящия диалог с нехалкедонските източни църкви.
На 28 юли 1935 г. умира в Цюрих (Швейцария); погребан е в Кайро (Египет) с големи почести.

## Противоречия относно личността на патриарх Мелетий (Метаксас)
В православните среди личността на Мелетий е доста противоречива. Особено негативна за неговата дейност е оценката на Руската православна църква. Критиката не е толкова относно въвеждането на новоюлианския календар (какъвто е въведен в 11 други автокефални православни църкви), колкото до преговорите за единство с други неправославни църкви, като Англиканската и някои нехалкедонски източни църкви, въпреки че до фактическо единство така и не е постигано при нито една от срещите. Друга критика към него е относно разкола, който календарната реформа от 1923 г. причинява в Гръцката църква. От този момент до днес в Гърция се отделят т.нар. старостилци. Те впоследствие се разделят, като понастоящем има поне четири различни старостилни гръцки синода – Синод на Христозом (по името на един от първите старостилни митрополити), Синод на Авксентий (по името на отделения през 1985 г. от тях епископ), Синод на Калиник (отделил се през 1995 г.) и Бостънски синод (отделил се през 1998 г. това са всъщност отвъдокеански епархии в САЩ и Канада).